# Cumberland-Klasse (1991)
Die Cumberland-Klasse ist eine Klasse von Doppelendfähren der kanadischen Reederei BC Ferries.

## Geschichte
Die Fähren wurden auf der Werft Vancouver Shipyards in North Vancouver für die British Columbia Ferry Services in Victoria gebaut und Anfang der 1990er-Jahre in Dienst gestellt. Die Baukosten beliefen sich auf jeweils rund 20 Mio. kanadische Dollar. Die Fähren waren die ersten Neubauten der Reederei seit der Anfang der 1980er-Jahre in Dienst gestellten Fähren Queen of Oak Bay und Queen of Surrey der C-Klasse.
Der Schiffsentwurf entstammte einer Zusammenarbeit von Wärtsilä Marine in Vancouver und S.H.M. Marine International in Victoria.

## Beschreibung
Die Schiffe werden dieselelektrisch angetrieben. Für die Stromerzeugung stehen drei von Bergen-Dieselmotoren (Typ: KRGB-9) angetriebene Siemens-Generatoren zur Verfügung. Vier Siemens-Elektromotoren treiben vier als Z-Antriebe ausgelegte Rolls-Royce-Propellergondeln an, von denen sich jeweils zwei an den beiden Enden der Fähren befinden.
Die Fähren verfügen über ein in der Mitte durch Decksaufbauten unterbrochenes, durchlaufendes Fahrzeugdeck. Auf beiden Seiten befinden sich drei Fahrspuren. Das Fahrzeugdeck ist durch landseitige Rampen zugänglich. Es ist an den Enden nach oben offen und im mittleren Bereich von den Decksaufbauten überbaut.
Die Queen of Capilano wurde mit einem durchlaufenden Fahrzeugdeck gebaut, auf dem 85 Pkw Platz fanden. 2015 wurde die Fähre umfangreich umgebaut. Dabei wurde zur Erhöhung der Pkw-Kapazität auf dem Fahrzeugdeck über den äußeren Fahrspuren jeweils ein zusätzliches Deck eingezogen, das über Rampen vom Hauptdeck aus zugänglich ist. Die Fahrzeugkapazität erhöhte sich dadurch auf 100 Pkw. Die Durchfahrtshöhe auf dem Hauptdeck beträgt 4,8 m, auf den beiden seitlichen Fahrzeugdecks circa 2 m. Die Queen of Cumberland verfügt über zwei höhenverstellbare Fahrzeugdecks mit an den Enden herunterklappbaren Rampen, die unter den Decksaufbauten eingehängt sind. Die Durchfahrtshöhe beträgt hier 4,39 m. Bei Nutzung des höhenverstellbaren Fahrzeugdecks beträgt die Durchfahrthöhe unter dem Deck 2,44 m. Die Fahrzeugkapazität der Queen of Cumberland beträgt 112 Pkw.
Beim Umbau der Queen of Capilano wurde unter anderem auch ein zusätzlicher Zugang für Passagiere auf dem Passagiersdeck eingerichtet. Der Zugang befand sich vorher auf dem darüber liegenden Sonnendeck.
In den Decksaufbauten befinden sich unter anderem zwei Aufenthaltsräume für die Passagiere mit Sitzgelegenheiten an beiden Enden. Den Passagieren stehen ein Imbiss und Snack- und Getränkeautomaten zur Verfügung. Oberhalb des Passagierdecks befindet sich ein umlaufender, offener Decksbereich mit Sitzgelegenheiten sowie weitere Decksaufbauten, unter anderem mit Einrichtungen für die Schiffsbesatzung. Das Steuerhaus ist mittig auf die Decksaufbauten aufgesetzt.

## Schiffe
| Cumberland-Klasse   | Cumberland-Klasse | Cumberland-Klasse | Cumberland-Klasse      |
| Bauname             | Baunummer         | IMO-Nummer        | Stapellauf Ablieferung |
| ------------------- | ----------------- | ----------------- | ---------------------- |
| Queen of Capilano   | 126               | 9008354           | Oktober 1990 Juni 1991 |
| Queen of Cumberland | 127               | 9009360           | April 1991 April 1992  |

Die Queen of Capilano, benannt nach dem Capilano River, wurde 1991 in Dienst gestellt. Sie verkehrte zunächst über den Jervis Inlet im Verlauf des British Columbia Highway 101 zwischen Earls Cove und Saltery Bay. 1992 wurde sie auf die Verbindung zwischen Horseshoe Bay und Bowen Island (Snug Cove) verlegt, wo sie die Howe Sound Queen ersetzte.
Die Queen of Cumberland ist nach dem Ort auf Vancouver Island benannt. Sie verkehrt zwischen Swartz Bay auf Vancouver Island und den südlichen Gulf Islands North Penter Island, Mayne Island und Galiano Island.
Bei beiden Schiffen traten wiederholt technische Probleme im Zusammenhang mit dem Antrieb auf.
Die Schiffe fahren unter der Flagge Kanadas. Der Heimathafen ist Victoria.